# Nick Kennedy
Nicholas John “Nick” Kennedy (Southampton, 19 agosto 1981) è un ex rugbista a 15 e dirigente sportivo britannico, internazionale per l’Inghilterra, a lungo militante nei London Irish nel ruolo di seconda linea e, dal 2014, responsabile dell'accademia di tale club.

## Biografia
Prima di dedicarsi al rugby, scoperto intorno ai vent'anni, Kennedy praticò il calcio e, con un certo successo, anche la pallacanestro: alto 203 cm., infatti, si dedicò a quest'ultima disciplina durante la frequenza universitaria a Portsmouth, al termine della quale si laureò in scienze dello sport.
Come rugbista, i suoi inizi furono da ala e solo in seguito evolvette come uomo di mischia.
Nel 2001 fu ingaggiato dal London Irish e un anno dopo, nel novembre 2002, esordì in prima squadra, in un match di Premiership contro Newcastle.
Nel 2007 fu chiamato per la selezione “A” dell'Inghilterra (gli England Saxons), con i quali nel 2008 partecipò al Sei Nazioni di categoria; nella primavera 2008 fu chiamato da Brian Ashton nella rosa della Nazionale inglese in vista del tour neozelandese di giugno.
Esordì in Nazionale inglese nel 2008 in occasione di un incontro con i Pacific Islanders, e nel biennio successivo fu presente complessivamente 7 volte nella formazione allenata dal nuovo C.T. Martin Johnson; la più recente apparizione in maglia bianca fu del 2009.
Nel 2012, terminata un'esperienza decennale con i London Irish, Kennedy firmò un ingaggio con la formazione francese del Tolone, in Top 14; con tale squadra giunse fino alla finale di campionato 2012-13, sconfitta da Castres, e si aggiudicò la Heineken Cup; alla fine della stagione, per motivi personali, chiese di rescindere il contratto e di poter tornare in Inghilterra, dove fu ingaggiato dagli Harlequins.
Dopo una sola stagione nella squadra londinese Kennedy annunciò il suo ritiro dalle competizioni a 32 anni per diventare direttore della scuola rugby dei London Irish.

## Palmarès
- Heineken Cup: 1
Tolone: 2012-13